# 曾国藩 (小说)
《曾国藩》是中国作家唐浩明的一部长篇历史小说，小说主要描述了清朝晚期名臣曾国藩在太平天国、天津教案、洋务运动等历史事件中的事迹，共有血祭、野焚、黑雨三部。《曾国藩》初版于1990年。小说注重历史考据，在中国大陆引发了“曾国藩热”，小说长期畅销。1999年，《曾国藩》在亚洲周刊发布的20世纪中文小说100强榜单里名列36位。2003年，小说获得首届姚雪垠长篇历史小说奖。